# Ромхакинг
Ромхакинг (англ. ROM hacking) — процесс модификации ROM-образа игрового картриджа от компьютерной игры с целью изменения игровой графики, текста, уровней и других составляющих.
В настоящее время ROM-образы игр дизассемблируют для получения исходного кода, редактируя его до неузнаваемости, как пример ромхакинг классической серии игр Sonic The Hedgehog, где развилось много софта для простого редактирования — программы редактирования спрайтов, планов, уровней, музыки, специальных стадий. Умелые ромхакеры могут полностью менять код игры, добавлять и заменять объекты, создавать полностью новые фишки и боссов, использовать программную 3D-графику, раскрывать скрытый потенциал консоли. На данный момент ромхакинг игр про Соника является наиболее развитым по-сравнению с другими. Также ежегодно проводится конкурс ромхаков на Соника — Sonic Hacking Contest, проводимый Sonic Retro и Sonic Stuff Research Group с 2002 года.
Также существует ромхаки на другие игры.
Для модификации ROM-образов используются HEX-редакторы, редакторы тайлов (кусочков графической информации, содержащихся в ROM-образе), инструменты, «заточенные» под конкретные игры (например, редакторы уровней) и более сложные инструменты, такие как дизассемблеры и отладчики.
Основное отличие ромхакинга от создания модификаций для ПК-игр — в использовании кросс-платформерного инструментария, например, модификация программного кода NES-игры средствами PC-программ.
Ромхакинг появился в середине 1990-х годов благодаря развитию эмуляции игровых приставок. Среди игроков он распространён относительно слабо, так как процесс хакинга требует усидчивости и наличия технических познаний.
Наиболее простым видом ромхакинга является редактирование текстовой информации внутри образа игры. С помощью редактирования шрифтов и последующей замены текста можно делать неофициальные переводы игр.
Готовые ROM-образы могут быть запущены в эмуляторах игровых приставок. Хак распространяется в виде заплатки, которая должна быть наложена на оригинальный образ игры.
Наиболее распространён ромхакинг игр с приставок NES и SNES. Чуть меньшей популярностью пользуется модификация игр с Game Boy и Sega Mega Drive. По сравнению с более сложными приставками типа PlayStation или Nintendo 64, образы игр от перечисленных выше приставок проще для редактирования, так как сами игры имеют меньший размер, а архитектура старых приставок лучше документирована.